# Звездите в нас
„Звездите в нас“ е българска версия на шоуто Starstruck, чийто първи сезон стартира на 11 септември 2022 година.

## Сезони
| Сезон | Сезон | Тв канал | Година | Епизоди | Старт                | Финал               | Победител                     |
| ----- | ----- | -------- | ------ | ------- | -------------------- | ------------------- | ----------------------------- |
|       | 1     | Нова ТВ  | 2022   | 11      | 11 септември 2022 г. | 11 декември 2022 г. | Антония Маркова (Тина Търнър) |

## Водещи и жури
| Сезон | Сезон | Водещи         | Водещи          | Жури         | Жури          | Жури | Жури |
| ----- | ----- | -------------- | --------------- | ------------ | ------------- | ---- | ---- |
|       | 1     | Мария Игнатова | Ненчо Балабанов | Виктор Калев | Софи Маринова | Тита | Дони |

В шести епизод гост жури е холивудският актьор Клейтън Норкрос, известен с ролята си на Торн в сериала „Дързост и красота“. В седми епизод Мария Игнатова отсъства, защото е болна, но в следващия епизод се връща.

## Формат
В „Звездите в нас“, за разлика от „Като две капки вода“, участниците не трябва да покриват критерий за известност, единствено е необходимо да могат да пеят, както и да имат любим изпълнител, който желаят да имитират.
Първоначално те участват в онлайн кастинг на сайта на Нова ТВ. По време на него споделят информация за себе си, както и изпращат свои видеоклипове. След като кандидатурите бъдат прегледани от екипа на шоуто, одобрените кандидати преминават на втори кръг – кастинг на живо в НДК. Особеност е, че и неподали по време на онлайн кастинга формуляри кандидати имат право да се явят на прослушване на място.
Когато кастингите бъдат финализирани, избраните участници влизат в ролята на един изпълнител за целия сезон. Това е другата съществена разлика от „Като две капки вода“, където всяка седмица участниците представят нов образ.
В началото на предаването участниците в „Звездите в нас“ биват разпределени в отбори, като по трима души имитират един и същ изпълнител, и по време на концертите тези трима души си разпределят песента на имитирания от тях изпълнител. Отборите постепенно се разпадат, като най-добрият от участниците в тях запазва мястото си в шоуто и остава единствен имитатор на дадения изпълнител. Изборът кой да си тръгне зависи от журито и зрителите на предаването.
Накрая победителите от отборните битки индивидуално, всеки със своя образ, се борят за голямата награда от 50 000 лева.

### Любопитно
В интервю пред Гала за предаването „На кафе“ изпълнителният продуцент Маги Халваджиян споделя, че мотивацията да има български вариант на шоуто Starstruck е, че той и екипът му са получавали множество запитвания от зрители, повлияни от десетте сезона на „Като две капки вода“, дали и те ще могат да представят на сцената свое изпълнение, независимо че не са популярни.

## Сезон 1

### Отбори и участници
| Отбор            | Участници                                | Участници                              | Участници                                        | Краен резултат |
| ---------------- | ---------------------------------------- | -------------------------------------- | ------------------------------------------------ | --- |
| Лили Иванова     | Елена Дуралиева 54, Раднево              | Даниел Младенов 44, София              | Яница Русева 37, Велико Търново                  | Елиминирани в Епизод 9 (Първоначално елиминирани в Епизод 1, но върнати от журито)                                                            |
| Тил Линдеман     | Антон Колев 19, София                    | Томи Емилов 31, Пловдив                | Николай Гурманов 24, Бургас                      | Елиминирани в Епизод 1 |
| Дуа Липа         | Нора Чернева 31, Русе                    | Цветелина Георгиева 26, Ботевград      | Станислава Христова 31, Бургас                   | Елиминирани в Епизод 1 |
| Елвис Пресли     | Ясен Атанасов 25, София                  | Андреан Стефанов 23, Варна             | Георги Георгиев - Готи 42, София                 | Елиминирани в Епизод 7 |
| Софи Маринова    | Тони Казакова 28, Бургас                 | Зоя Митева 35, Горни Дъбник            | Валерия и Виктория Топалски 19, Конуш            | Елиминирани в Епизод 7 |
| Мария Илиева     | Анна-Мария Динкова 28, София             | Ивон Джайеоба 28, Панагюрище           | Гергана Постолова 18, Благоевград                | Елиминирани в Епизод 2 |
| Елтън Джон       | Рафи Жамаркоцян 62, Пловдив              | Йосиф Ченков 44, София                 | Ивайло Донев 37, Варна                           | Елиминирани в Епизод 9 |
| Мария Калас      | Десислава Стефанова 47, Стара Загора     | Елизабет Симончева 22, София           | Венера Мелеки 33, Кипър                          | Елиминирани в Епизод 2 |
| Джеси Джей       | Виктория Главчева 22, Хисаря             | Тереза Тодорова 17, Русе               | Катрин Димитрова 25, Ямбол                       | Тереза стана финалист (Виктория и Катрин са елиминирани)                                                                                      |
| Тони Стораро     | Агатангелос Агатангелоу 29, Кипър        | Атанас Божилов 25, Пловдив             | Вениамин Димитров 24, Бургас                     | Елиминирани в Епизод 7 |
| Дейвид Ковърдейл | Атанас Ловчинов 65, Гълъбовци            | Константин Кацаров 52, Пловдив         | Ивайло Ранов - Шеки 48, София                    | Елиминирани в Епизод 3 |
| Шакира           | Мартина Жекова 20, Карлово               | Адриана Съботинова 23, Горна Оряховица | Йоана Димитрова 26, София                        | Елиминирани в Епизод 3 |
| Тита             | Памела Куманова 24, София                | Нели Солакова 22, Пловдив              | Теодора Русева - Тиара 30, Бургас                | Елиминирани в Епизод 3 |
| Бруно Марс       | Стивън Ачикор 38, София                  | Иван Димитров 25, София                | Християн Кънев 22, София                         | Християн стана финалист (Стивън и Иван са елиминирани)                                                                                        |
| Селин Дион       | Пламена Петрова 33, София                | Никола Константинов 29, София          | Милена Иванова 36, София                         | Милена стана финалист (Пламена и Никола са елиминирани)                                                                                       |
| Адел             | Анджелка Бехнам 25, София                | Стелияна Христова 28, Горна Оряховица  | Ирина Атанасова 29, София                        | Елиминирани в Епизод 4 |
| Бритни Спиърс    | Дороти Такев 30, София                   | Велина Спасова 37, София               | Ева Данаилова 32, Пловдив                        | Елиминирани в Епизод 7 |
| Джеймс Хетфийлд  | Теодор Тодоров 43, Костинброд            | Филип Стоянов 24, Бургас               | Данчо Колев 41, София                            | Елиминирани в Епизод 4 |
| Веселин Маринов  | Сонай Юсеин 24, Велинград                | Асен Тренчев 28, Банско                | Теодор Иванов 24, Ловеч                          | Сонай стана финалист и завърши на трето място (Асен и Теодор са елиминирани)                                                                  |
| Тина Търнър      | Антония Маркова 36, Пловдив              | Гергана Коева 32, Тервел               | Вирджиния Събева - Gini 30, София                | Антония стана финалист и победител (Гергана и Вирджиния са елиминирани)                                                                       |
| Том Джоунс       | Борис Маринов 44, София                  | Пламен Бонев 44, Чирпан                | Александър Василев - Арконада 61, Велико Търново | Елиминирани в Епизод 5 |
| Джо Кокър        | Спартак Боянов 36, София                 | Николай Николов 53, София              | Георги Величков 35, Узбекистан                   | Елиминирани в Епизод 5 |
| Ариана Гранде    | Анна-Мария Живков 22, Майнц              | Владислава Попова 18, София            | Йордан Петев 20, Стара Загора                    | Елиминирани в Епизод 5 |
| Йордан Караджов  | Виктор Кападжиев 29, Гоце Делчев         | Теодор Батуров 41, Хасково             | Панайот Панайотов 66, Свиленград                 | Елиминирани в Епизод 10 |
| Лейди Гага       | Венелина Бонева 19, София                | Паулина Горанов 25, Полша              | Албена Танева 33, София                          | Елиминирани в Епизод 7 |
| Ейми Уайнхаус    | Михаела Генова 18, София                 | Венета Цонева 29, Пловдив              | Деница Петрова 22, София                         | Елиминирани в Епизод 6 |
| Уитни Хюстън     | Надежда Ковачева 17, Панагюрище          | Христина Ралева 41, Варна              | Донна Овчарова 22, Пловдив                       | Христина стана финалист и завърши на второ място (Надежда и Донна са елиминирани) (Първоначално елиминирани в Епизод 6, но върнати от журито) |
| Миро             | Александър Александров - Алекс 24, Годеч | Йордан Куманов 26, Ямбол               | Мартин Николов 29, Ловеч                         | Елиминирани в Епизод 10 |
| Кристина Агилера | Естел Пейчева 18, София                  | Теодора Марчева 22, София              | Христина Юречко 32, София                        | Елиминирани в Епизод 7 |
| Шер              | Кристина Убина 21, София                 | Яна Огнянова 40, София                 | Маруся Пашкова 44, Бургас                        | Елиминирани в Епизод 6 |

### Кастинги
Връщане след елиминация
  Елимиация
Епизод 1 (11.09.2022)
| # | Отбор         | Песен               |
| - | ------------- | ------------------- |
| 1 | Лили Иванова  | "Скитница"          |
| 2 | Тил Линдеман  | "Amerika"           |
| 3 | Дуа Липа      | "Physical"          |
| 4 | Елвис Пресли  | "It's Now or Never" |
| 5 | Софи Маринова | "Плачещо сърце"     |

Епизод 2 (18.09.2022)
| # | Отбор        | Песен                           |
| - | ------------ | ------------------------------- |
| 1 | Мария Илиева | "Играя стилно"                  |
| 2 | Елтън Джон   | "I'm Still Standing"            |
| 3 | Мария Калас  | "L'amour est un oiseau rebelle" |
| 4 | Джеси Джей   | "Domino"                        |
| 5 | Тони Стораро | "Ако една звезда си"            |

Епизод 3 (25.09.2022)
| # | Отбор            | Песен                              |
| - | ---------------- | ---------------------------------- |
| 1 | Дейвид Ковърдейл | "Fool for Your Loving"             |
| 2 | Шакира           | "Waka Waka (This Time for Africa)" |
| 3 | Тита             | "Антилопа"                         |
| 4 | Бруно Марс       | "Treasure"                         |
| 5 | Селин Дион       | "The Power of Love"                |

Епизод 4 (09.10.2022)
| # | Отбор           | Песен                  |
| - | --------------- | ---------------------- |
| 1 | Адел            | "Rolling in the Deep"  |
| 2 | Бритни Спиърс   | "Toxic"                |
| 3 | Джеймс Хетфийлд | "Nothing Else Matters" |
| 4 | Веселин Маринов | "Лятна жълта рокля"    |
| 5 | Тина Търнър     | "Proud Mary"           |

Епизод 5 (16.10.2022)
| # | Отбор           | Песен                       |
| - | --------------- | --------------------------- |
| 1 | Том Джоунс      | "Sexbomb"                   |
| 2 | Джо Кокър       | "You Can Leave Your Hat On" |
| 3 | Ариана Гранде   | "Side to Side"              |
| 4 | Йордан Караджов | "Може би"                   |
| 5 | Лейди Гага      | "Bad Romance"               |

Епизод 6 (23.10.2022)
| # | Отбор            | Песен            |
| - | ---------------- | ---------------- |
| 1 | Ейми Уайнхаус    | "Valerie"        |
| 2 | Уитни Хюстън     | "I Have Nothing" |
| 3 | Миро             | "Ангел си ти"    |
| 4 | Кристина Агилера | "Fighter"        |
| 5 | Шер              | "Believe"        |

### Четвъртфинали
Епизод 7 (30.10.2022)
| # | Отбор           | Песен                           |
| - | --------------- | ------------------------------- |
| 1 | Лейди Гага      | "Born This Way"                 |
| 2 | Елвис Пресли    | "Blue Suede Shoes"              |
| 3 | Софи Маринова   | "Love Unlimited"                |
| 4 | Елтън Джон      | "Can You Feel the Love Tonight" |
| 5 | Селин Дион      | "My Heart Will Go On"           |
| 6 | Бруно Марс      | "Uptown Funk"                   |
| 7 | Веселин Маринов | "Да се събудиш до мен"          |
| 8 | Лили Иванова    | "Щурче"                         |

Епизод 8 (06.11.2022)
| # | Отбор            | Песен                          |
| - | ---------------- | ------------------------------ |
| 1 | Кристина Агилера | "Candyman"                     |
| 2 | Йордан Караджов  | "Да те жадувам"                |
| 3 | Тина Търнър      | "We Don't Need Another Hero"   |
| 4 | Джеси Джей       | "Bang Bang"                    |
| 5 | Тони Стораро     | "Отличен 6"                    |
| 6 | Бритни Спиърс    | "I'm a Slave 4 U"              |
| 7 | Миро             | "Губя контрол, когато" (remix) |
| 8 | Уитни Хюстън     | "One Moment in Time"           |

### Полуфинали
Епизод 9 (13.11.2022)
| Първи етап | Първи етап      | Първи етап      | Първи етап                   |
| #          | Отбор           | Отбор           | Песен                        |
| ---------- | --------------- | --------------- | ---------------------------- |
| 1          | Лили Иванова    | Лили Иванова    | "Панаири"                    |
| 2          | Бруно Марс      | Бруно Марс      | "When I Was Your Man"        |
| 3          | Веселин Маринов | Веселин Маринов | "Горчиво вино"               |
| 4          | Селин Дион      | Селин Дион      | "I'm Alive"                  |
| 5          | Елтън Джон      | Елтън Джон      | "Don't Go Breaking My Heart" |
| Втори етап |                 |                 |                              |
| #          | Отбор           | Участници       | Песен                        |
| 1          | Веселин Маринов | Асен            | "Рожден ден"                 |
| 1          | Веселин Маринов | Сонай           | "Рожден ден"                 |
| 1          | Веселин Маринов | Теодор          | "Рожден ден"                 |
| 2          | Бруно Марс      | Иван            | "Locked Out of Heaven"       |
| 2          | Бруно Марс      | Стивън          | "Locked Out of Heaven"       |
| 2          | Бруно Марс      | Християн        | "Locked Out of Heaven"       |
| 3          | Селин Дион      | Милена          | "Because You Loved Me"       |
| 3          | Селин Дион      | Никола          | "Because You Loved Me"       |
| 3          | Селин Дион      | Пламена         | "Because You Loved Me"       |

Епизод 10 (20.11.2022)
| Първи етап | Първи етап                                         | Първи етап                                         | Първи етап                   |
| #          | Отбор                                              | Отбор                                              | Песен                        |
| ---------- | -------------------------------------------------- | -------------------------------------------------- | ---------------------------- |
| 1          | Уитни Хюстън                                       | Уитни Хюстън                                       | "Queen of the Night"         |
| 2          | Йордан Караджов (Панайот отсъства поради операция) | Йордан Караджов (Панайот отсъства поради операция) | "Спомен мил, спомен мой"     |
| 3          | Тина Търнър                                        | Тина Търнър                                        | "Nutbush City Limits"        |
| 4          | Миро                                               | Миро                                               | "Печат от моята душа"        |
| 5          | Джеси Джей                                         | Джеси Джей                                         | "Flashlight"                 |
| Втори етап |                                                    |                                                    |                              |
| #          | Отбор                                              | Участници                                          | Песен                        |
| 1          | Уитни Хюстън                                       | Донна                                              | "Saving All My Love for You" |
| 1          | Уитни Хюстън                                       | Надежда                                            | "Saving All My Love for You" |
| 1          | Уитни Хюстън                                       | Христина                                           | "Saving All My Love for You" |
| 2          | Джеси Джей                                         | Виктория                                           | "Nobody's Perfect"           |
| 2          | Джеси Джей                                         | Катрин                                             | "Nobody's Perfect"           |
| 2          | Джеси Джей                                         | Тереза                                             | "Nobody's Perfect"           |
| 3          | Тина Търнър                                        | Антония                                            | "Golden Eye"                 |
| 3          | Тина Търнър                                        | Вирджиния                                          | "Golden Eye"                 |
| 3          | Тина Търнър                                        | Гергана                                            | "Golden Eye"                 |

### Финал
Епизод 11 (11.12.2022)
| Първи етап                                | Първи етап                                                 | Първи етап               |
| #                                         | Състезател                                                 | Песен                    |
| ----------------------------------------- | ---------------------------------------------------------- | ------------------------ |
| 1                                         | Тереза (Джеси Джей)                                        | "Mamma Knows Best"       |
| 2                                         | Милена (Селин Дион)                                        | "All By Myself"          |
| 3                                         | Християн (Бруно Марс)                                      | "Grenade"                |
| 4                                         | Антония (Тина Търнър)                                      | "Simply the Best"        |
| 5                                         | Христина (Уитни Хюстън)                                    | "I Will Always Love You" |
| 6                                         | Сонай (Веселин Маринов)                                    | "За теб, Българийо"      |
| Втори етап (Дует с популярен изппълнител) |                                                            |                          |
| #                                         | Състезател                                                 | Песен                    |
| 1                                         | Христина (Уитни Хюстън) и Маги Джанаварова (Марая Кери)    | "When You Believe"       |
| 2                                         | Тереза (Джеси Джей) и Атанас Колев (B.o.B)                 | "Price Tag"              |
| 3                                         | Сонай (Веселин Маринов) и Атанаска Тенева (Тони Димитрова) | "Отново влюбени"         |
| 4                                         | Милена (Селин Дион) и Богомил Спиров (Андреа Бочели)       | "The Prayer"             |
| 5                                         | Антония (Тина Търнър) и Рафи Бохосян (Ерос Рамацоти)       | "Cosas de la Vida"       |
| 6                                         | Християн (Бруно Марс) и Тита (Карди Би)                    | "Finesse" (remix)        |